# Сусанін Іван
Іван Осипович Сусанін (? — 1613) — московський учасник війни  Речі Посполитої проти Московського царства на початку XVII століття.
Сусанін був селянином з села Деревеньки, розташованого поблизу села Домніно Костромського повіту. Згідно з популярною версією, взимку 1612-13 Сусанін був взятий загоном польської шляхти як провідник до села Домніно — вотчини Романових, де знаходився вибраний на престол цар Михайло Федорович, якого поляки хотіли убити. Сусанін, начебто, навмисно завів загін у непрохідний болотистий ліс, за це був замучений.
Проте дослідники схильні вважати цю версію історично неправдивою з об'єктивних причин і вигаданою кількома роками пізніше задля отримання подарунків від царя. В результаті, царська жалувана грамота зятю Сусаніна Богдану Собініну датована 1619 роком.. Дослідження в цьому напрямку розпочав ще у XIX сторіччі Микола Костомаров. В українській літературі популярна версія, що Сусанін є результатом «народної трансформації» іншої, документально підтвердженої історії — героїчної смерті Микити Галагана, учасника Корсунської битви 1648 року, який добровільно потрапив у полон, щоб під тортурами видати ворогу дезінформацію про кількість і розташування військ Хмельницького та завести річпосполитські війська в засідку..
Оскільки легенда про Сусаніна-героя набула великої популярності у вигляді усних народних оповідей і переказів, та згодом була перевтілена в художній літературі і в опері М. І. Глінки «Іван Сусанін», в 1838 році в Костромі за наказом імператора Миколи I споруджено пам'ятник Івану Сусаніну (демонтований у 1918 році, новий пам'ятник відкритий у 1968 році). У сучасній Російській Федерації незважаючи на багато сумнівів у достовірності його дій, Сусаніна вважають національним героєм.

## У фольклорі та мистецтві
У фольклорі Сусанін широко відомий головним чином завдяки однойменній пісні «Красної плесені».
В офіційному мистецтві образу Сусаніна присвячено ряд творів як-то опера М. І. Глінки «Іван Сусанін», драма М. А. Польового «Подільські ліси», картина М. І. Скотті «Подвиг Івана Сусаніна».